# Stanley Skewes
Stanley Skewes (1899 – 1988) foi um matemático sul-africano, conhecido pela sua descoberta do número de Skewes em 1933. Foi aluno de John Edensor Littlewood na Universidade de Cambridge.

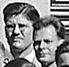
Skewes (esquerda) em Zurique, 1932

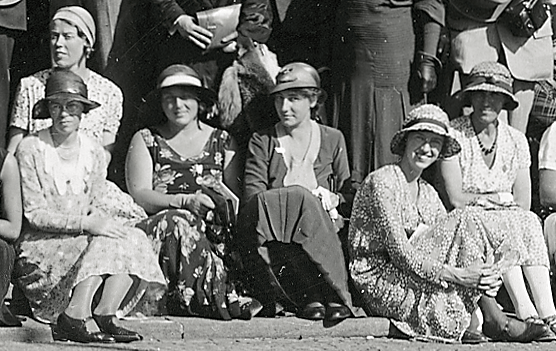
Sra. Skewes (esquerda, em primeiro plano) acompanhando seu marido no Congresso Internacional de Matemáticos (ICM), Zurique 1932.

## Publicações
- S. Skewes: "On the difference π(x) − Li(x)", Journal of the London Mathematical Society 8 (1933), págs. 277-283
- S. Skewes: "On the difference π(x) − Li(x) (II)", Proceedings of the London Mathematical Society 5 (1955), págs. 48-70